# Sławomir Pstrong
Sławomir Pstrong (ur. 29 grudnia 1975 w Skórczu, zm. 23 grudnia 2015 w Warszawie) – polski reżyser, scenarzysta, autor opowiadań.

## Życiorys
Urodził się w Skórczu. W 2000 ukończył filmoznawstwo na Wydziale Zarządzania i Komunikacji Społecznej Uniwersytetu Jagiellońskiego w Krakowie. W 2004 ukończył studia na Wydziale Wydziału Radia i Telewizji Uniwersytetu Śląskiego w Katowicach. 
Jego film dyplomowy T-Rex (2003) był wielokrotnie nagradzany na festiwalach (m.in. Brązowa Kijanka na Festiwalu Camerimage 2003, Błękitna Kijanka za najlepszy krótkometrażowy film dziesięciolecia 1997-2007, Camerimage 2008 oraz Jańcio Wodnik na Prowincjonaliach 2004). Następnie zrealizował niezależny film Plan (2009), wyróżniony m.in. na Festiwalu Filmów Fabularnych w Gdyni w 2010, a wyreżyserowana przez niego Cisza (2010) otrzymała tego samego roku Nagrodę Publiczności na Koszalińskim Festiwalu Debiutów Filmowych „Młodzi i Film”.
Był związany ze stacją TVN, gdzie wyreżyserował między innymi takie seriale, jak Majka (2010), Julia (2011–2012) czy Szkoła (2014–2015).
Dzień przed Wigilią Bożego Narodzenia 2015 popełnił samobójstwo w wieku 39 lat w Lesie Kabackim. Został pochowany 8 stycznia 2016 w Krakowie na nowym Cmentarzu Podgórskim.

## Filmografia

### Reżyseria
- 2003: T-Rex
- 2009: Plan
- 2010: Cisza
- 2010: Majka
- 2011–2012: Julia
- 2013: Julia 2
- 2014: Szpital
- 2014–2015: Szkoła